# Матриксная металлопротеиназа 14
Матриксная металлопротеиназа 14 (англ. matrix metallopeptidase 14, MMP14) — мембранная эндопептидаза подсемейства матриксных металлопротеиназ, кодируется геном человека MMP14.

## Функция
MMP14 специфически активирует прожелатиназу A. Может участвовать в реорганизации актинового цитоскелета путём расщепления PTK7. Действует как положительный регулятор клеточного роста и миграции через активацию другой металлопротеазы MMP15. Может способствовать инвазивности опухоли.
Взаимодействует с BST2, TIMP2.
.

## Тканевая специфичность
MMP14 экспрессируется стромальными клетками толстого кишечника, молочной железы, головы и шеи. Также экспрессируется опухолями лёгких.